# Nusantara

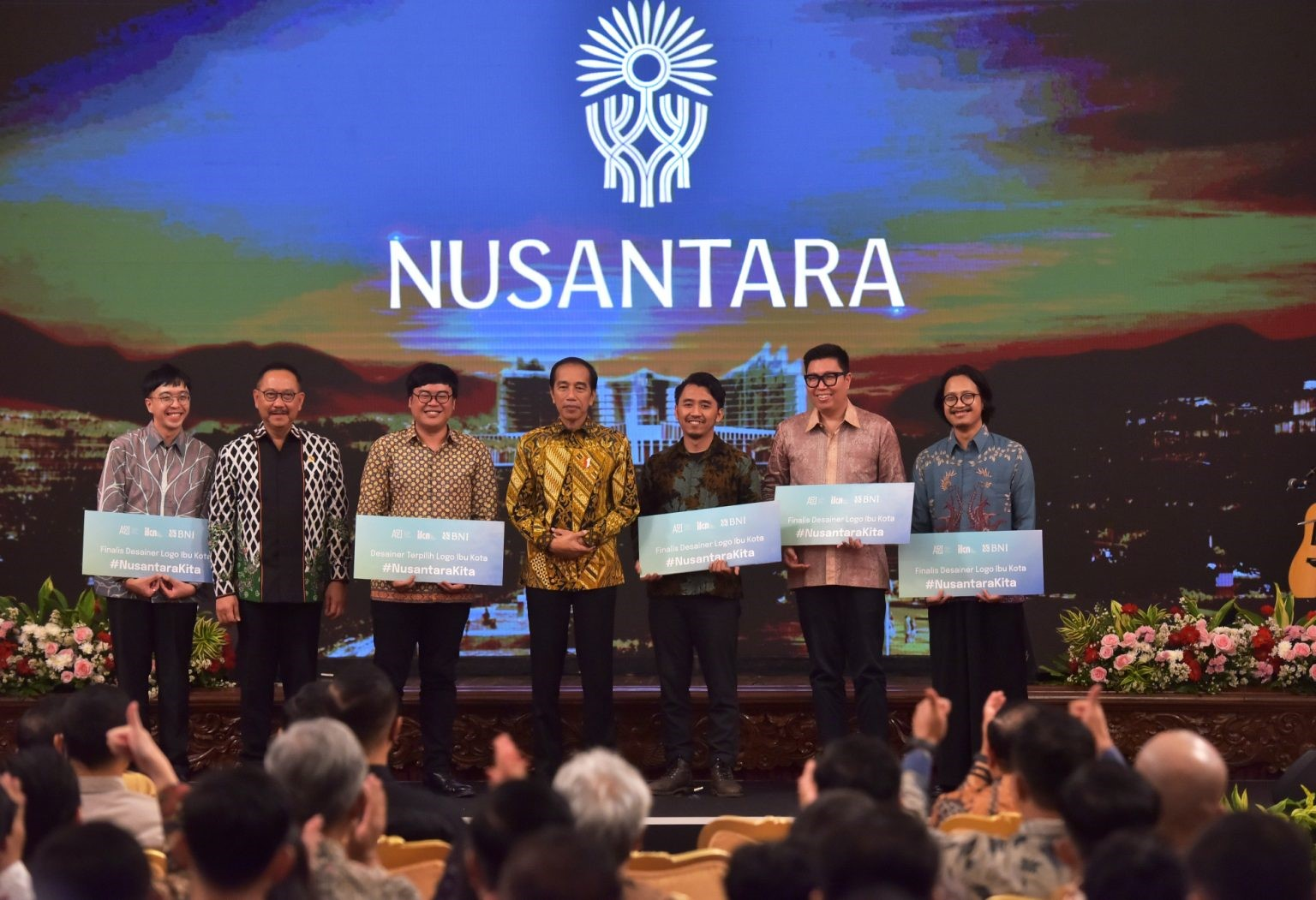
Präsentation des Logos der neuen Hauptstadt (2023)

Nusantara (aus dem Sanskrit entlehnt; alt-javanisch für „äußere Inseln“) ist ein in Südostasien benutzter geopolitischer und kultureller Begriff, welcher die malaiische Kultursphäre umfasst.

## Geschichte
Der Begriff taucht erstmals in dem alt-javanischen Pararaton-Manuskript auf, wo er aus den Wörtern nūsa ‚Insel‘ und antara ‚dazwischenliegend‘ hergeleitet wird.

## Heutige Begriffsverwendungen
Nusantara umfasst die Gebiete von Indonesien, Malaysia, Singapur und Brunei. Gelegentlich werden auch der Süden Thailands, die Philippinen, Osttimor und Taiwan dazu gezählt. Papua-Neuguinea zählt nicht zu Nusantara. In Malaysia wird das Gebiet des Nusantara mit dem malaiischen Archipel gleichgesetzt. Der Begriff Nusantara beschreibt die politische Vereinigung oder zumindest vertiefte Integration dieser Gebiete unter malaiisch-nationalistischen Gesichtspunkten.
In Indonesien wird mit Nusantara oder auch Wawasan Nusantara auch das Konzept einer kulturellen und politischen Einheit Indonesiens innerhalb seiner Staatsgrenzen gemeint.
Im Januar 2022 gab die indonesische Regierung bekannt, dass die neue Hauptstadt Indonesiens auf der Insel Borneo den Namen Nusantara tragen wird.

## Sonstiges
Nusantara ist bzw. war der Name verschiedener indonesischer Luftfahrtgesellschaften:
- Nusantara Air Charter
- Nusantara Air Service, heute Bali Air

Des Weiteren tragen die Satelliten des indonesischen Unternehmens Pasifik Satelit Nusantara die Bezeichnung Nusantara.